# Parmotrema sampaioi
Parmotrema sampaioi är en lavart som beskrevs av Paz-Berm. & Elix. Parmotrema sampaioi ingår i släktet Parmotrema och familjen Parmeliaceae.   Inga underarter finns listade i Catalogue of Life.